# Montrose County
Montrose County är ett administrativt område i delstaten Colorado, USA, med 41 276 invånare. Den administrativa huvudorten (county seat) är Montrose. 
Black Canyon of the Gunnison nationalpark ligger i countyt. 

## Geografi
Enligt United States Census Bureau så har countyt en total area på 5 808 km². 5 803 km² av den arean är land och 5 km² är vatten.

### Angränsande countyn
- Mesa County, Colorado - nord
- Delta County, Colorado - nordöst
- Gunnison County, Colorado - öst
- Ouray County, Colorado - sydöst
- San Miguel County, Colorado - syd
- San Juan County, Utah - väst